# Clausenia concinna
Clausenia concinna är en stekelart som beskrevs av Annecke och Mynhardt 1970. Clausenia concinna ingår i släktet Clausenia och familjen sköldlussteklar. Inga underarter finns listade i Catalogue of Life.